# SUMMER LIVE 2003「流石だスペシャルボックス」胸いっぱいの “LIVE in 沖縄” & 愛と情熱の “真夏ツアー完全版”
『SUMMER LIVE 2003「流石だスペシャルボックス」胸いっぱいの“LIVE in 沖縄”&愛と情熱の”真夏ツアー完全版”』（サマーライブにぜろぜろさん さすがだスペシャルボックス むねいっぱいのライブ・インおきなわアンドあいとじょうねつのまなつのツアーかんぜんばん）は、サザンオールスターズのライブ・ビデオ。2003年12月17日にDVDで発売。発売元は タイシタレーベル / ビクターエンタテインメント。

## 背景・リリース
2003年8月から行われた『流石(SASが)だ真夏ツアー!あっっ!生。だが、SAS!』のライブ模様を収録した作品。本作のDISC1・2には、沖縄での公演を収録し、DISC3・4にはそれ以外での公演をランダムに収録されており、ツアーに先駆けて福岡・札幌のZeppで行われたファンクラブ会員限定ライブの模様も含まれている。リハーサルや楽屋・会場周辺で撮影されたコミカルな一幕等を含んだライブの舞台裏も収録された。
本作はDVDでの発売となり、通常盤と初回生産パッケージの2種類がある。

## ライブ

### ライブハウスツアー（ファンクラブ会員限定）
- 2003年7月28日・29日 Zepp Fukuoka[4]
- 2003年8月4日・5日 Zepp Sapporo[4]

### 野外ツアー
- 2003年8月16日・17日 ポートメッセなごや（特設野外ステージ）
- 2003年8月23日・24日 神戸ポートアイランド（特設野外ステージ）
- 2003年8月30日・31日 横浜国際総合競技場
- 2003年9月6日・7日 宜野湾海浜公園 野外劇場

## 収録曲

### DISC1
1. OPENING
2. 胸いっぱいの愛と情熱をあなたへ
3. D.J. コービーの伝説
4. ふたりだけのパーティ
5. 当って砕けろ
6. お願いD.J.
7. C調言葉に御用心
8. 朝方ムーンライト
9. 夜風のオン・ザ・ビーチ
10. 素顔で踊らせて
11. タバコ・ロードにセクシーばあちゃん
12. 女流詩人の哀歌
13. 吉田拓郎の唄
当時肺がんの手術を受け療養していた吉田拓郎を励ます目的で歌唱され、「酔いどれ姿もいかしてた そんな男がいる」「今でもあなたの歌声が 胸を熱くさせる」など原曲とは逆に吉田を称えるフレーズが並んでいる[5]。
14. アミダばばあの唄
アミダばばあ（明石家さんま） & タケちゃんマン（ビートたけし）に提供した曲。さんまと村上ショージがVTR出演。さんまは桑田と事実上のデュエットをし、ショージはコーラスと「ドゥーン!」を行った[6]。
DISC 3には、桑田とさんまがビクタースタジオにて談笑する姿、およびさんまの歌声のレコーディング風景が収録されている[7]。
15. 夕陽に別れを告げて
16. 私はピアノ
17. My Foreplay Music
18. 涙のアベニュー
19. 思い出のスター・ダスト
20. シャ・ラ・ラ
21. わすれじのレイド・バック
22. 雨上がりにもう一度キスをして
23. 太陽は罪な奴
24. 愛の言霊 ～Spiritual Message
25. 真夏の果実

### DISC2
1. 涙の海で抱かれたい 〜SEA OF LOVE〜
2. イエローマン 〜星の王子様〜
3. みんなのうた
4. ボディ・スペシャルII
5. マンピーのG★SPOT
6. 勝手にシンドバッド

ENCORE
1. 花〜すべての人の心に花を〜[注 1]
2. 希望の轍
3. HOTEL PACIFIC
4. いなせなロコモーション
5. Ya Ya (あの時代を忘れない)

### DISC3
- （）内は公演地。

1. TSUNAMI[注 2]（札幌）
2. 胸いっぱいの愛と情熱をあなたへ（福岡）
3. D.J. コービーの伝説（札幌）
4. ふたりだけのパーティ（札幌）
5. 当って砕けろ（名古屋）
6. お願いD.J.（名古屋）
7. C調言葉に御用心 （名古屋）
8. 朝方ムーンライト（神戸）
9. 夜風のオン・ザ・ビーチ（神戸）
10. 素顔で踊らせて（神戸）
11. タバコ・ロードにセクシーばあちゃん（神戸）
12. 女流詩人の哀歌（神戸）
13. 吉田拓郎の唄（神戸）
14. アミダばばあの唄（神戸）
15. 夕陽に別れを告げて（神戸）
16. 私はピアノ（神戸）
17. My Foreplay Music（神戸）
18. 涙のアベニュー （神戸）
19. 思い出のスター・ダスト（神戸）
20. シャ・ラ・ラ（神戸）
21. わすれじのレイド・バック（横浜）
22. 雨上がりにもう一度キスをして（横浜）
23. 太陽は罪な奴（札幌）
24. 愛の言霊 ～Spiritual Message（横浜）
25. 真夏の果実（横浜）

### DISC4
1. 涙の海で抱かれたい 〜SEA OF LOVE〜（札幌）
2. イエローマン 〜星の王子様〜（横浜）
3. みんなのうた（横浜）
4. ボディ・スペシャルII（横浜）
5. マンピーのG★SPOT（横浜）
6. 勝手にシンドバッド（横浜）

ENCORE
1. 希望の轍（横浜）
2. HOTEL PACIFIC（横浜）
3. いなせなロコモーション（横浜）
4. Ya Ya (あの時代を忘れない)（横浜）